# Sección radar equivalente

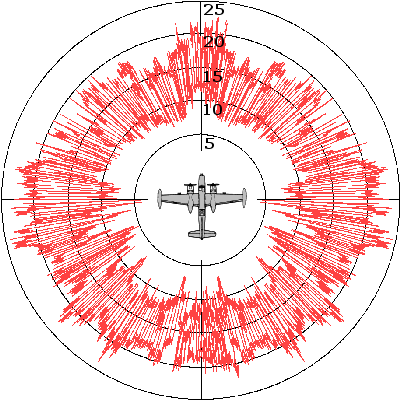
Típico diagrama de sección transversal de radar (A-26 Invader).

La Sección Equivalente de Radar , o Corte Transversal de Radar, CTR o RCS por sus siglas en inglés (Radar Cross-Section), es una medida de cuán detectable es un objeto mediante radar. Un RCS mayor indica que un objeto es más fácil de detectar. El CTR o RCS es, por supuesto un parámetro fundamental, muy prioritario durante el diseño de cualquier maquinaria militar con tecnología furtiva (o "stealth", en inglés), no sólo en aplicaciones relacionadas con aviones y misiles balísticos, también helicópteros, barcos, etc. Todos los archivos sobre el CTR o RCS de la aviación militar actual son información altamente clasificada, dado su gran interés táctico. 
Cuando las ondas de radar se transmiten sobre un blanco, sólo una cierta cantidad de energía es reflejada de vuelta. Un número de diferentes factores determinan qué cantidad de energía electromagnética regresa a la fuente, como:
- El material del que está hecho el blanco.
- El tamaño absoluto del blanco.
- El tamaño relativo del blanco (en relación con la longitud de onda del radar revelador).
- El ángulo de incidencia (ángulo con que las ondas de radar llegan a cada punto de la superficie del blanco, el cual depende de la forma del blanco y su orientación respecto a la fuente del radar).
- El ángulo reflejado (ángulo con el que la onda reflejada sale del blanco, que a su vez depende del ángulo de incidencia).
- Fuerza de la señal del radar emisor.
- Distancia entre el radar y el blanco.

Conocer la detectabilidad de un blanco es por tanto un problema de reflexión, en lugar de luz visible, de ondas electromagnéticas de diferente espectro de frecuencias. 
Aunque la detección del blanco depende de la fuerza de la señal del emisor y de la distancia hasta el blanco, éstos factores no son tenidos en cuenta para el cálculo de un CTR o RCS, porque este se define como una propiedad exclusivamente del blanco. 
El eco radar se define como el área de la imagen de un objeto en un radar y depende del CTR o RCS. En el problema de averiguar el eco radar (o sección/firma de radar) desde un radar concreto de un determinado objeto situado a una distancia, en una dirección y con una orientación dadas, el RCS se emplea como parámetro, y el resto de datos (especificaciones del radar, distancia, dirección, orientación, etc) constituyen variables. 
El CTR o RCS de un objeto es, muy informalmente, el eco radar equivalente al que tendría una esfera de metal perfectamente reflectante y de determinado radio (según el RCS del objeto sea mayor o menor) situada a la misma distancia que hay hasta el objeto. Se habla de una RCS de "A" metros cuadrados, que equivale al eco radar de una esfera de metal reflectante cuya sección transversal es de "A" metros cuadrados de área. 
De forma más precisa, el CTR o RCS de un objeto es el área hipotética requerida para interceptar la densidad de potencia transmitida al objeto tal, que si la potencia total transmitida fuese re-radiada isotrópicamente (por igual en todas direcciones), la densidad de potencia observada en el receptor (en el radar) coincidiría con la de dicho objeto.
La fórmula para calcular el CTR o RCS es (RCS1/RCS2)^0.25.(Visitar el enlace para una explicación, en inglés, de esta fórmula)
El Corte Transversal de Radar se puede usar, por tanto, para comparar la detectabilidad de aviones de muy distinto tipo. Por ejemplo, un avión furtivo o "invisible" (que incorpora tecnologías para reducir la visibilidad al radar) tendrá características diseñadas para tener un bajo CTR o RCS (como pintura absorbente, superficies suaves, superficies anguladas de forma que eviten reflejar las señales a las torres de radar), al contrario que un avión comercial que tendrá un CTR/RCS alto (material metálico sin camuflar, superficies redondeadas que garantizan reflejar efectivamente alguna señal a la fuente, gran cantidad de bultos como los motores y antenas, etc).
Los aviones de combate modernos con alguna tecnología furtiva suelen tener un CTR/RCS equivalente al de pájaros grandes. Estas condiciones varían según radares y otros parámetros concretos. Para los radares de onda larga (en el rango de 165 a 190 cm), por ejemplo, el CTR de ciertos aviones furtivos es similar al de un avión pequeño normal. Existen cazas modernos como el F-22 Raptor estadounidense o el J-20 chino, de diseño muy orientado a la furtividad cuyo CTR es aproximadamente el de una canica de acero.
El peso que ha llegado a tener este parámetro en el diseño de muchas aeronaves militares actuales ha sido consecuencia, entre otras cosas, de muchos análisis estadísticos de informes militares de baja en conflictos aéreos relativamente recientes. Una conclusión clara de dichos análisis es que la detección tardía o inexistente del avión agresor ha sido uno de los factores más recurrentes en las bajas aéreas sufridas, según informes de los propios pilotos. Ser capaz de "ver" al otro antes de ser visto es una ventaja enorme. Por eso, una detectabilidad baja se ha ido convirtiendo en las últimas décadas en una característica muy deseable para incrementar las probabilidades de éxito de aeronaves destinadas a internarse en entornos aéreos hostiles.